# Heroica Caborca
Heroica Caborca är en kommunhuvudort i Mexiko.   Den ligger i kommunen Caborca och delstaten Sonora, i den nordvästra delen av landet, 1 800 km nordväst om huvudstaden Mexico City. Heroica Caborca ligger 288 meter över havet och antalet invånare är 52 896.
Terrängen runt Heroica Caborca är huvudsakligen platt, men åt sydost är den kuperad. Runt Heroica Caborca är det mycket glesbefolkat, med 6 invånare per kvadratkilometer. Heroica Caborca är det största samhället i trakten. Omgivningarna runt Heroica Caborca är i huvudsak ett öppet busklandskap.